# Villemaury
Villemaury es una comuna nueva francesa situada en el departamento de Eure y Loir, de la región de Centro-Valle de Loira.

## Historia
Fue creada el 1 de enero de 2017, en aplicación de una resolución del prefecto de Eure y Loir de 9 de septiembre de 2016 con la unión de las comunas de Civry, Lutz-en-Dunois, Ozoir-le-Breuil y Saint-Cloud-en-Dunois, pasando a estar el ayuntamiento en la antigua comuna de Saint-Cloud-en-Dunois.

## Demografía
| Gráfica de evolución demográfica de Villemaury entre 1800 y 2013 |
|                                                                  |

Los datos entre 1800 y 2013 son el resultado de sumar los parciales de las cuatro comunas que forman la nueva comuna de Villemaury, cuyos datos se han cogido de 1800 a 1999, para las comunas de Civry, Lutz-en-Dunois, Ozoir-le-Breuil y Saint-Cloud-en-Dunois de la página francesa EHESS/Cassini. Los demás datos se han cogido de la página del INSEE.

## Composición
| Comuna delegada       | Código INSEE | Población (2013) | Superficie (km²) | Densidad (hab./km²) |
| --------------------- | ------------ | ---------------- | ---------------- | ------------------- |
| Civry                 | 28101        | 361              | 17.89            | 20                  |
| Lutz-en-Dunois        | 28224        | 439              | 27.48            | 16                  |
| Ozoir-le-Breuil       | 28295        | 460              | 22.30            | 21                  |
| Saint-Cloud-en-Dunois | 28330        | 240              | 8.78             | 27                  |